# Famille de Grady
 (mars 2020).
Si vous disposez d'ouvrages ou d'articles de référence ou si vous connaissez des sites web de qualité traitant du thème abordé ici, merci de compléter l'article en donnant les références utiles à sa vérifiabilité et en les liant à la section « Notes et références ».
La famille de Grady est une ancienne famille de la noblesse belge originaire de la principauté de Liège, dont l'ancienneté prouvée remonte au XVe siècle où un certain Henrar de Grez, gouverneur des tanneurs de Liège, est mentionné dès 1487. Au fil des siècles et des alliances, la famille se scinde en cinq branches différentes; quatre d'entre-elles sont éteintes, seule la branche dites «de Grady de Horion» subsiste de nos jours.
La famille est anoblie par lettres patentes le 24 octobre 1694 par l'empereur Léopold Ier du Saint-Empire, qui confére le titre de écuyer ainsi que quatre quartiers de noblesse à Albert de Grady. Le 28 août 1705, Pierre-Henri de Grady est élevé au rang de chevalier-banneret du Saint-Empire par l'empereur Joseph Ier du Saint-Empire. La famille est incorporée à la noblesse belge et inscrite sur la première liste officielle des nobles.

## Histoire
L'origine de la famille de Grady remonte à Henrar de Grez, gouverneur en 1487 du métier des tanneurs de Liège. Son petit-fils Henri de Grez dit Gradi semble être le premier à porter le surnom Gradi, plus tard transformé en Grady (vers 1608) et en de Grady (vers 1678).
La famille De Grady fait fortune en pratiquant le métier de peau dans les Pays d'Outremeuse. Ses descendants deviennent avocats et magistrats et conseillers de Liège. Grâce à des mariages avantageux, ils pénètrent dans l'aristocratie de la principauté de Liège et sont anoblis.
La famille se scinde une première fois au XVIIe siècle. Albert de Gré dit Gradi, marié à Anne de Bomersomme est le père de:
- Albert Grady, décédé en 1617, auteur d'une branche bientôt éteinte, et dont le petit-fils d'Albert de Grady, marié à Catherine de Vivario, est anobli par lettres patentes de l'empereur Léopold Ier de Habsbourg, données à Vienne le 24 octobre 1694.
- Henri Grady, marié à Anne de Lherneux dont le petit-fils Pierre-Henri de Grady (1643-1724) épouse Cornélie d'Auxbrebis, fille du vicomte Henri d'Auxbrebis, conseiller du prince-évêque de Liège. Il achete le château de Brialmont à Tilff en 1704. En 1705, Pierre-Henry de Grady est anobli avec le titre de chevalier héréditaire du Saint-Empire. Il a trois fils, Henri, Michel et Albert, qui fondent trois branches: de Grady de Horion, de Croenendael, de Bellaire. L'ainé des trois fils, Henri, épouse Catherine de Salms, héritière du château de Horion, et a à son tour trois fils : Henri-Godefroid, Jacques, et Albert, qui sont auteurs des branches de Grady de Horion, de la Neuville, de Brialmont. Des cinq branches, seul subsiste la branche dite « de Horion » :

## Branches
- Branche « de Horion »: Le  chevalier Henri de Grady (1683-1757), fondateur de la branche de Horion, épouse Catherine de Salms, fille de Charles-Antoine de Salms (1657-1698) et d'Elisabeth Garavette (1649-1697) héritière du château de Horion. Son fils aîné Henri-Godefroid de Grady (1707-1765), avocat à Horion, épouse la baronne Marie-Hubertine de Stockhem. Ils sont les parents du chevalier Henri-Léonard de Grady (1755-1835) qui épouse sa cousine Marie-Adelaïde de Grady de Croenendael (1760-1828), fille du chevalier Jean-Charles de Grady de Croenendael et de Dieudonnée de Thier[3].

- Branche « de la Neuville » : Cette branche a pour auteur Jacques de Grady (1711-1775), deuxième fils d'Henri de Grady et de Catherine de Salms. Il épouse   Marguerite de la Tour du Pin, dont ils ont Albert de Grady de la Neuville (1769-1825), qui épouse à Tongres en 1811 Marie-Agnès de Saren (1789-1854). À l'époque française, il devient maire de de la Neuville. En 1816, il obtient du roi Guillaume Ier une reconnaissance de noblesse héréditaire avec le titre de chevalier. Le couple a six enfants. En 1934, cette branche s'éteint en la personne du chevalier Emile de Grady (1872-1934), bourgmestre de Wimmertingen, auquel succède sa fille Inès de Grady de la Neuville, morte célibataire au château de Wimmertingen.

- Branche « de Brialmont » : Cette branche a pour auteur Albert de Grady (1717-1792), bourgmestre de Liège, troisième fils d'Henri de Grady et de Catherine de Salms. Il épouse Marie-Anne de Namur, dont Charles-Albert Joseph de Grady (1759-1835), marié en 1784 à Marie-Elisabeth de Jacquet (1748-1838). En 1817, il obtient une reconnaissance de noblesse héréditaire avec le titre de chevalier. Cette branche s'éteint en 1835 avec Charles-Albert de Grady.

- Branche « de Groenendael » : Cette branche a pour auteur Michel de Grady (1684-1758), deuxième fils de Pierre-Henri de Grady et de Cornélie d'Auxbrebis, qui épouse Thérèse de Hallebaye. En 1757, il achète le château de Groenendaal à Waltwilder, qui reste propriété de la famille jusqu'en 1861. Il est le père de Jean de Grady (1718-1761), qui épouse Dieudonnée de Thier. Ils sont les parents de Michel de Grady (1755-1800), seigneur de Groenendael, qui épouse Marie de Menth, d'où le chevalier Michel Albert Joseph de Grady de Groenendael (1785-1857), qui épouse en premières noces Anne de Calwaert (1784-1810), en deuxièmes noces Catherine de Bossart (1791-1813) et en troisièmes noces Marie de Saren (1789-1854). En 1817, il obtient du roi Guillaume Ier une reconnaissance de noblesse héréditaire avec le titre de chevalier. Il est le père de Charles-Antoine de Grady de Groenendael (1806-1868), qui épouse Pauline van den Branden de Reeth (1812-1863) dont cinq enfants. Cette branche s'éteint en 1906 avec leur fils Albert de Grady (1838-1906) ingénieur des mines, mort célibataire.

- Branche « de Bellaire » : Cette branche a pour auteur Albert de Grady (1698-1777), seigneur de Bellaire, troisième fils de Pierre-Henri de Grady et Cornélie d'Auxbrebis. Il épouse Marie de Rosen, dont il a le chevalier Albert-Antoine Henri de Grady (1748-1835), membre de la cour féodale de Liège sous l'Ancien Régime et membre de la deuxième chambre des États-Généraux en 1813 et 1816. Il obtient en 1816 une reconnaissance de noblesse héréditaire avec le titre de chevalier. En 1778, il épouse en premières noces Marie-Isabelle de Grady de Brialmont (1754-1780) et en secondes noces Charlotte de Stockhem, dont une fille. Cette branche s'éteint en 1835 avec Albert-Antoine de Grady.

## Arbre généalogique
|                                                    |                                                    |                                                    |                                                    |                                                                                 |                                                                     |                                                                     |                                                                     |                                                                              |                                                                              |                                                                              |                                                                              |                                                                              |                                                                              |  |  |                                                                               |                                                                               |                                                                               |                                                                               |                                                                               |                                                                               | Albert de Gré dit Gradi             | Albert de Gré dit Gradi             | Albert de Gré dit Gradi                                                                               | Albert de Gré dit Gradi                                                                               | Albert de Gré dit Gradi                                                                               | Albert de Gré dit Gradi                                                                               | | | Anne de Bomersomme | Anne de Bomersomme | Anne de Bomersomme                                                                                 | Anne de Bomersomme                                                                                 | Anne de Bomersomme                                                                                 | Anne de Bomersomme                                                                                 | | |                                                              |                                                              |                                                              |                                                              |                                                             |                                                             |                                                             |                                                             |  |  |  |  |  |  |  |  |  |  |  |  |  |  |  |  |  |  |  |  |
|                                                    |                                                    |                                                    |                                                    |                                                                                 |                                                                     |                                                                     |                                                                     |                                                                              |                                                                              |                                                                              |                                                                              |                                                                              |                                                                              |  |  |                                                                               |                                                                               |                                                                               |                                                                               |                                                                               |                                                                               | Albert de Gré dit Gradi             | Albert de Gré dit Gradi             | Albert de Gré dit Gradi                                                                               | Albert de Gré dit Gradi                                                                               | Albert de Gré dit Gradi                                                                               | Albert de Gré dit Gradi                                                                               | | | Anne de Bomersomme | Anne de Bomersomme | Anne de Bomersomme                                                                                 | Anne de Bomersomme                                                                                 | Anne de Bomersomme                                                                                 | Anne de Bomersomme                                                                                 | | |                                                              |                                                              |                                                              |                                                              |                                                             |                                                             |                                                             |                                                             |  |  |  |  |  |  |  |  |  |  |  |  |  |  |  |  |  |  |  |  |
|                                                    |                                                    |                                                    |                                                    |                                                                                 |                                                                     |                                                                     |                                                                     |                                                                              |                                                                              |                                                                              |                                                                              |                                                                              |                                                                              |  |  |                                                                               |                                                                               |                                                                               |                                                                               |                                                                               |                                                                               |                                     |                                     | | | | | | |                    |                    | | | | | | |                                                              |                                                              |                                                              |                                                              |                                                             |                                                             |                                                             |                                                             |  |  |  |  |  |  |  |  |  |  |  |  |  |  |  |  |  |  |  |  |
|                                                    |                                                    |                                                    |                                                    |                                                                                 |                                                                     |                                                                     |                                                                     |                                                                              |                                                                              |                                                                              |                                                                              |                                                                              |                                                                              |  |  |                                                                               |                                                                               |                                                                               |                                                                               |                                                                               |                                                                               |                                     |                                     | | | | | | |                    |                    | | | | | | |                                                              |                                                              |                                                              |                                                              |                                                             |                                                             |                                                             |                                                             |  |  |  |  |  |  |  |  |  |  |  |  |  |  |  |  |  |  |  |  |
|                                                    |                                                    |                                                    |                                                    |                                                                                 |                                                                     |                                                                     |                                                                     |                                                                              |                                                                              |                                                                              |                                                                              |                                                                              |                                                                              |  |  |                                                                               |                                                                               |                                                                               |                                                                               | Albert Grady (?-1617)                                                         | Albert Grady (?-1617)                                                         | Albert Grady (?-1617)               | Albert Grady (?-1617)               | Albert Grady (?-1617)                                                                                 | Albert Grady (?-1617)                                                                                 | | | | |                    |                    | Henri Grady X Anne de Lherneux                                                                     | Henri Grady X Anne de Lherneux                                                                     | Henri Grady X Anne de Lherneux                                                                     | Henri Grady X Anne de Lherneux                                                                     | Henri Grady X Anne de Lherneux                                                                     | Henri Grady X Anne de Lherneux                                                                     |                                                              |                                                              |                                                              |                                                              |                                                             |                                                             |                                                             |                                                             |  |  |  |  |  |  |  |  |  |  |  |  |  |  |  |  |  |  |  |  |
|                                                    |                                                    |                                                    |                                                    |                                                                                 |                                                                     |                                                                     |                                                                     |                                                                              |                                                                              |                                                                              |                                                                              |                                                                              |                                                                              |  |  |                                                                               |                                                                               |                                                                               |                                                                               | Albert Grady (?-1617)                                                         | Albert Grady (?-1617)                                                         | Albert Grady (?-1617)               | Albert Grady (?-1617)               | Albert Grady (?-1617)                                                                                 | Albert Grady (?-1617)                                                                                 | | | | |                    |                    | Henri Grady X Anne de Lherneux                                                                     | Henri Grady X Anne de Lherneux                                                                     | Henri Grady X Anne de Lherneux                                                                     | Henri Grady X Anne de Lherneux                                                                     | Henri Grady X Anne de Lherneux                                                                     | Henri Grady X Anne de Lherneux                                                                     |                                                              |                                                              |                                                              |                                                              |                                                             |                                                             |                                                             |                                                             |  |  |  |  |  |  |  |  |  |  |  |  |  |  |  |  |  |  |  |  |
|                                                    |                                                    |                                                    |                                                    |                                                                                 |                                                                     |                                                                     |                                                                     |                                                                              |                                                                              |                                                                              |                                                                              |                                                                              |                                                                              |  |  |                                                                               |                                                                               |                                                                               |                                                                               | ?                                                                             | ?                                                                             | ?                                   | ?                                   | ? | ? | | | | |                    |                    | Henry de Grady (-1678) X Anne de Rosen                                                             | Henry de Grady (-1678) X Anne de Rosen                                                             | Henry de Grady (-1678) X Anne de Rosen                                                             | Henry de Grady (-1678) X Anne de Rosen                                                             | Henry de Grady (-1678) X Anne de Rosen                                                             | Henry de Grady (-1678) X Anne de Rosen                                                             |                                                              |                                                              |                                                              |                                                              |                                                             |                                                             |                                                             |                                                             |  |  |  |  |  |  |  |  |  |  |  |  |  |  |  |  |  |  |  |  |
|                                                    |                                                    |                                                    |                                                    |                                                                                 |                                                                     |                                                                     |                                                                     |                                                                              |                                                                              |                                                                              |                                                                              |                                                                              |                                                                              |  |  |                                                                               |                                                                               |                                                                               |                                                                               | ?                                                                             | ?                                                                             | ?                                   | ?                                   | ? | ? | | | | |                    |                    | Henry de Grady (-1678) X Anne de Rosen                                                             | Henry de Grady (-1678) X Anne de Rosen                                                             | Henry de Grady (-1678) X Anne de Rosen                                                             | Henry de Grady (-1678) X Anne de Rosen                                                             | Henry de Grady (-1678) X Anne de Rosen                                                             | Henry de Grady (-1678) X Anne de Rosen                                                             |                                                              |                                                              |                                                              |                                                              |                                                             |                                                             |                                                             |                                                             |  |  |  |  |  |  |  |  |  |  |  |  |  |  |  |  |  |  |  |  |
|                                                    |                                                    |                                                    |                                                    |                                                                                 |                                                                     |                                                                     |                                                                     |                                                                              |                                                                              |                                                                              |                                                                              |                                                                              |                                                                              |  |  |                                                                               |                                                                               |                                                                               |                                                                               | Albert Grady X Catherine de Vivario                                           | Albert Grady X Catherine de Vivario                                           | Albert Grady X Catherine de Vivario | Albert Grady X Catherine de Vivario | Albert Grady X Catherine de Vivario                                                                   | Albert Grady X Catherine de Vivario                                                                   | | | | |                    |                    | Pierre-Henri de Grady (1643-1724) X Cornélie d'Auxbrebis                                           | Pierre-Henri de Grady (1643-1724) X Cornélie d'Auxbrebis                                           | Pierre-Henri de Grady (1643-1724) X Cornélie d'Auxbrebis                                           | Pierre-Henri de Grady (1643-1724) X Cornélie d'Auxbrebis                                           | Pierre-Henri de Grady (1643-1724) X Cornélie d'Auxbrebis                                           | Pierre-Henri de Grady (1643-1724) X Cornélie d'Auxbrebis                                           |                                                              |                                                              |                                                              |                                                              |                                                             |                                                             |                                                             |                                                             |  |  |  |  |  |  |  |  |  |  |  |  |  |  |  |  |  |  |  |  |
|                                                    |                                                    |                                                    |                                                    |                                                                                 |                                                                     |                                                                     |                                                                     |                                                                              |                                                                              |                                                                              |                                                                              |                                                                              |                                                                              |  |  |                                                                               |                                                                               |                                                                               |                                                                               | Albert Grady X Catherine de Vivario                                           | Albert Grady X Catherine de Vivario                                           | Albert Grady X Catherine de Vivario | Albert Grady X Catherine de Vivario | Albert Grady X Catherine de Vivario                                                                   | Albert Grady X Catherine de Vivario                                                                   | | | | |                    |                    | Pierre-Henri de Grady (1643-1724) X Cornélie d'Auxbrebis                                           | Pierre-Henri de Grady (1643-1724) X Cornélie d'Auxbrebis                                           | Pierre-Henri de Grady (1643-1724) X Cornélie d'Auxbrebis                                           | Pierre-Henri de Grady (1643-1724) X Cornélie d'Auxbrebis                                           | Pierre-Henri de Grady (1643-1724) X Cornélie d'Auxbrebis                                           | Pierre-Henri de Grady (1643-1724) X Cornélie d'Auxbrebis                                           |                                                              |                                                              |                                                              |                                                              |                                                             |                                                             |                                                             |                                                             |  |  |  |  |  |  |  |  |  |  |  |  |  |  |  |  |  |  |  |  |
|                                                    |                                                    |                                                    |                                                    |                                                                                 |                                                                     |                                                                     |                                                                     |                                                                              |                                                                              |                                                                              |                                                                              |                                                                              |                                                                              |  |  |                                                                               |                                                                               |                                                                               |                                                                               |                                                                               |                                                                               |                                     |                                     | | | | | | |                    |                    | | | | | | |                                                              |                                                              |                                                              |                                                              |                                                             |                                                             |                                                             |                                                             |  |  |  |  |  |  |  |  |  |  |  |  |  |  |  |  |  |  |  |  |
|                                                    |                                                    |                                                    |                                                    |                                                                                 |                                                                     |                                                                     |                                                                     |                                                                              |                                                                              |                                                                              |                                                                              |                                                                              |                                                                              |  |  | Henri de Grady de Horion (1683-1757) X Catherine de Salms                     | Henri de Grady de Horion (1683-1757) X Catherine de Salms                     | Henri de Grady de Horion (1683-1757) X Catherine de Salms                     | Henri de Grady de Horion (1683-1757) X Catherine de Salms                     | Henri de Grady de Horion (1683-1757) X Catherine de Salms                     | Henri de Grady de Horion (1683-1757) X Catherine de Salms                     |                                     |                                     | | | | | | |                    |                    | Michel de Grady de Groenendael (1684-1758) X Thérèse de Hallebaye                                  | Michel de Grady de Groenendael (1684-1758) X Thérèse de Hallebaye                                  | Michel de Grady de Groenendael (1684-1758) X Thérèse de Hallebaye                                  | Michel de Grady de Groenendael (1684-1758) X Thérèse de Hallebaye                                  | Michel de Grady de Groenendael (1684-1758) X Thérèse de Hallebaye                                  | Michel de Grady de Groenendael (1684-1758) X Thérèse de Hallebaye                                  |                                                              |                                                              | Albert de Grady de Bellaire (1698-1777)                      | Albert de Grady de Bellaire (1698-1777)                      | Albert de Grady de Bellaire (1698-1777)                     | Albert de Grady de Bellaire (1698-1777)                     | Albert de Grady de Bellaire (1698-1777)                     | Albert de Grady de Bellaire (1698-1777)                     |  |  |  |  |  |  |  |  |  |  |  |  |  |  |  |  |  |  |  |  |
|                                                    |                                                    |                                                    |                                                    |                                                                                 |                                                                     |                                                                     |                                                                     |                                                                              |                                                                              |                                                                              |                                                                              |                                                                              |                                                                              |  |  | Henri de Grady de Horion (1683-1757) X Catherine de Salms                     | Henri de Grady de Horion (1683-1757) X Catherine de Salms                     | Henri de Grady de Horion (1683-1757) X Catherine de Salms                     | Henri de Grady de Horion (1683-1757) X Catherine de Salms                     | Henri de Grady de Horion (1683-1757) X Catherine de Salms                     | Henri de Grady de Horion (1683-1757) X Catherine de Salms                     |                                     |                                     | | | | | | |                    |                    | Michel de Grady de Groenendael (1684-1758) X Thérèse de Hallebaye                                  | Michel de Grady de Groenendael (1684-1758) X Thérèse de Hallebaye                                  | Michel de Grady de Groenendael (1684-1758) X Thérèse de Hallebaye                                  | Michel de Grady de Groenendael (1684-1758) X Thérèse de Hallebaye                                  | Michel de Grady de Groenendael (1684-1758) X Thérèse de Hallebaye                                  | Michel de Grady de Groenendael (1684-1758) X Thérèse de Hallebaye                                  |                                                              |                                                              | Albert de Grady de Bellaire (1698-1777)                      | Albert de Grady de Bellaire (1698-1777)                      | Albert de Grady de Bellaire (1698-1777)                     | Albert de Grady de Bellaire (1698-1777)                     | Albert de Grady de Bellaire (1698-1777)                     | Albert de Grady de Bellaire (1698-1777)                     |  |  |  |  |  |  |  |  |  |  |  |  |  |  |  |  |  |  |  |  |
|                                                    |                                                    |                                                    |                                                    |                                                                                 |                                                                     |                                                                     |                                                                     |                                                                              |                                                                              |                                                                              |                                                                              |                                                                              |                                                                              |  |  |                                                                               |                                                                               |                                                                               |                                                                               |                                                                               |                                                                               |                                     |                                     | | | | | | |                    |                    | | | | | | |                                                              |                                                              |                                                              |                                                              |                                                             |                                                             |                                                             |                                                             |  |  |  |  |  |  |  |  |  |  |  |  |  |  |  |  |  |  |  |  |
|                                                    |                                                    |                                                    |                                                    |                                                                                 |                                                                     |                                                                     |                                                                     | Henri-Godefroid de Grady de Horion (1707-1765) X Marie-Hubertine de Stockhem | Henri-Godefroid de Grady de Horion (1707-1765) X Marie-Hubertine de Stockhem | Henri-Godefroid de Grady de Horion (1707-1765) X Marie-Hubertine de Stockhem | Henri-Godefroid de Grady de Horion (1707-1765) X Marie-Hubertine de Stockhem | Henri-Godefroid de Grady de Horion (1707-1765) X Marie-Hubertine de Stockhem | Henri-Godefroid de Grady de Horion (1707-1765) X Marie-Hubertine de Stockhem |  |  | Jacques de Grady de la Neuville (1711-1775) X Marguerite de la Tour du Pin    | Jacques de Grady de la Neuville (1711-1775) X Marguerite de la Tour du Pin    | Jacques de Grady de la Neuville (1711-1775) X Marguerite de la Tour du Pin    | Jacques de Grady de la Neuville (1711-1775) X Marguerite de la Tour du Pin    | Jacques de Grady de la Neuville (1711-1775) X Marguerite de la Tour du Pin    | Jacques de Grady de la Neuville (1711-1775) X Marguerite de la Tour du Pin    |                                     |                                     | Albert de Grady de Biralmont (1717-1792) X Marie-Anne de Namur                                        | Albert de Grady de Biralmont (1717-1792) X Marie-Anne de Namur                                        | Albert de Grady de Biralmont (1717-1792) X Marie-Anne de Namur                                        | Albert de Grady de Biralmont (1717-1792) X Marie-Anne de Namur                                        | Albert de Grady de Biralmont (1717-1792) X Marie-Anne de Namur                                        | Albert de Grady de Biralmont (1717-1792) X Marie-Anne de Namur                                        |                    |                    | Jean de Grady de Groenendael (1718-1761) X Dieudonnée de Thier                                     | Jean de Grady de Groenendael (1718-1761) X Dieudonnée de Thier                                     | Jean de Grady de Groenendael (1718-1761) X Dieudonnée de Thier                                     | Jean de Grady de Groenendael (1718-1761) X Dieudonnée de Thier                                     | Jean de Grady de Groenendael (1718-1761) X Dieudonnée de Thier                                     | Jean de Grady de Groenendael (1718-1761) X Dieudonnée de Thier                                     |                                                              |                                                              | Albert-Antoine Henri de Grady (1748-1835) - Sans succession  | Albert-Antoine Henri de Grady (1748-1835) - Sans succession  | Albert-Antoine Henri de Grady (1748-1835) - Sans succession | Albert-Antoine Henri de Grady (1748-1835) - Sans succession | Albert-Antoine Henri de Grady (1748-1835) - Sans succession | Albert-Antoine Henri de Grady (1748-1835) - Sans succession |  |  |  |  |  |  |  |  |  |  |  |  |  |  |  |  |  |  |  |  |
|                                                    |                                                    |                                                    |                                                    |                                                                                 |                                                                     |                                                                     |                                                                     | Henri-Godefroid de Grady de Horion (1707-1765) X Marie-Hubertine de Stockhem | Henri-Godefroid de Grady de Horion (1707-1765) X Marie-Hubertine de Stockhem | Henri-Godefroid de Grady de Horion (1707-1765) X Marie-Hubertine de Stockhem | Henri-Godefroid de Grady de Horion (1707-1765) X Marie-Hubertine de Stockhem | Henri-Godefroid de Grady de Horion (1707-1765) X Marie-Hubertine de Stockhem | Henri-Godefroid de Grady de Horion (1707-1765) X Marie-Hubertine de Stockhem |  |  | Jacques de Grady de la Neuville (1711-1775) X Marguerite de la Tour du Pin    | Jacques de Grady de la Neuville (1711-1775) X Marguerite de la Tour du Pin    | Jacques de Grady de la Neuville (1711-1775) X Marguerite de la Tour du Pin    | Jacques de Grady de la Neuville (1711-1775) X Marguerite de la Tour du Pin    | Jacques de Grady de la Neuville (1711-1775) X Marguerite de la Tour du Pin    | Jacques de Grady de la Neuville (1711-1775) X Marguerite de la Tour du Pin    |                                     |                                     | Albert de Grady de Biralmont (1717-1792) X Marie-Anne de Namur                                        | Albert de Grady de Biralmont (1717-1792) X Marie-Anne de Namur                                        | Albert de Grady de Biralmont (1717-1792) X Marie-Anne de Namur                                        | Albert de Grady de Biralmont (1717-1792) X Marie-Anne de Namur                                        | Albert de Grady de Biralmont (1717-1792) X Marie-Anne de Namur                                        | Albert de Grady de Biralmont (1717-1792) X Marie-Anne de Namur                                        |                    |                    | Jean de Grady de Groenendael (1718-1761) X Dieudonnée de Thier                                     | Jean de Grady de Groenendael (1718-1761) X Dieudonnée de Thier                                     | Jean de Grady de Groenendael (1718-1761) X Dieudonnée de Thier                                     | Jean de Grady de Groenendael (1718-1761) X Dieudonnée de Thier                                     | Jean de Grady de Groenendael (1718-1761) X Dieudonnée de Thier                                     | Jean de Grady de Groenendael (1718-1761) X Dieudonnée de Thier                                     |                                                              |                                                              | Albert-Antoine Henri de Grady (1748-1835) - Sans succession  | Albert-Antoine Henri de Grady (1748-1835) - Sans succession  | Albert-Antoine Henri de Grady (1748-1835) - Sans succession | Albert-Antoine Henri de Grady (1748-1835) - Sans succession | Albert-Antoine Henri de Grady (1748-1835) - Sans succession | Albert-Antoine Henri de Grady (1748-1835) - Sans succession |  |  |  |  |  |  |  |  |  |  |  |  |  |  |  |  |  |  |  |  |
|                                                    |                                                    |                                                    |                                                    |                                                                                 |                                                                     |                                                                     |                                                                     |                                                                              |                                                                              |                                                                              |                                                                              |                                                                              |                                                                              |  |  |                                                                               |                                                                               |                                                                               |                                                                               |                                                                               |                                                                               |                                     |                                     | | | | | | |                    |                    | | | | | | |                                                              |                                                              |                                                              |                                                              |                                                             |                                                             |                                                             |                                                             |  |  |  |  |  |  |  |  |  |  |  |  |  |  |  |  |  |  |  |  |
| Marie-Adelaïde de Grady de Groenendael (1760-1828) | Marie-Adelaïde de Grady de Groenendael (1760-1828) | Marie-Adelaïde de Grady de Groenendael (1760-1828) | Marie-Adelaïde de Grady de Groenendael (1760-1828) | Marie-Adelaïde de Grady de Groenendael (1760-1828)                              | Marie-Adelaïde de Grady de Groenendael (1760-1828)                  |                                                                     |                                                                     | Henri-Léonard de Grady de Horion (1755-1835)                                 | Henri-Léonard de Grady de Horion (1755-1835)                                 | Henri-Léonard de Grady de Horion (1755-1835)                                 | Henri-Léonard de Grady de Horion (1755-1835)                                 | Henri-Léonard de Grady de Horion (1755-1835)                                 | Henri-Léonard de Grady de Horion (1755-1835)                                 |  |  | Albert de Grady de la Neuville (1769-1825) X Marie-Agnès de Saren (1789-1854) | Albert de Grady de la Neuville (1769-1825) X Marie-Agnès de Saren (1789-1854) | Albert de Grady de la Neuville (1769-1825) X Marie-Agnès de Saren (1789-1854) | Albert de Grady de la Neuville (1769-1825) X Marie-Agnès de Saren (1789-1854) | Albert de Grady de la Neuville (1769-1825) X Marie-Agnès de Saren (1789-1854) | Albert de Grady de la Neuville (1769-1825) X Marie-Agnès de Saren (1789-1854) |                                     |                                     | Charles-Albert Joseph de Grady (1759-1835) X Marie-Elisabeth de Jacquet (1748-1838) - Sans succession | Charles-Albert Joseph de Grady (1759-1835) X Marie-Elisabeth de Jacquet (1748-1838) - Sans succession | Charles-Albert Joseph de Grady (1759-1835) X Marie-Elisabeth de Jacquet (1748-1838) - Sans succession | Charles-Albert Joseph de Grady (1759-1835) X Marie-Elisabeth de Jacquet (1748-1838) - Sans succession | Charles-Albert Joseph de Grady (1759-1835) X Marie-Elisabeth de Jacquet (1748-1838) - Sans succession | Charles-Albert Joseph de Grady (1759-1835) X Marie-Elisabeth de Jacquet (1748-1838) - Sans succession |                    |                    | Michel de Grady de Groenendael (1755-1800) X Marie-Marguerite de Menth                             | Michel de Grady de Groenendael (1755-1800) X Marie-Marguerite de Menth                             | Michel de Grady de Groenendael (1755-1800) X Marie-Marguerite de Menth                             | Michel de Grady de Groenendael (1755-1800) X Marie-Marguerite de Menth                             | Michel de Grady de Groenendael (1755-1800) X Marie-Marguerite de Menth                             | Michel de Grady de Groenendael (1755-1800) X Marie-Marguerite de Menth                             |                                                              |                                                              |                                                              |                                                              |                                                             |                                                             |                                                             |                                                             |  |  |  |  |  |  |  |  |  |  |  |  |  |  |  |  |  |  |  |  |
| Marie-Adelaïde de Grady de Groenendael (1760-1828) | Marie-Adelaïde de Grady de Groenendael (1760-1828) | Marie-Adelaïde de Grady de Groenendael (1760-1828) | Marie-Adelaïde de Grady de Groenendael (1760-1828) | Marie-Adelaïde de Grady de Groenendael (1760-1828)                              | Marie-Adelaïde de Grady de Groenendael (1760-1828)                  |                                                                     |                                                                     | Henri-Léonard de Grady de Horion (1755-1835)                                 | Henri-Léonard de Grady de Horion (1755-1835)                                 | Henri-Léonard de Grady de Horion (1755-1835)                                 | Henri-Léonard de Grady de Horion (1755-1835)                                 | Henri-Léonard de Grady de Horion (1755-1835)                                 | Henri-Léonard de Grady de Horion (1755-1835)                                 |  |  | Albert de Grady de la Neuville (1769-1825) X Marie-Agnès de Saren (1789-1854) | Albert de Grady de la Neuville (1769-1825) X Marie-Agnès de Saren (1789-1854) | Albert de Grady de la Neuville (1769-1825) X Marie-Agnès de Saren (1789-1854) | Albert de Grady de la Neuville (1769-1825) X Marie-Agnès de Saren (1789-1854) | Albert de Grady de la Neuville (1769-1825) X Marie-Agnès de Saren (1789-1854) | Albert de Grady de la Neuville (1769-1825) X Marie-Agnès de Saren (1789-1854) |                                     |                                     | Charles-Albert Joseph de Grady (1759-1835) X Marie-Elisabeth de Jacquet (1748-1838) - Sans succession | Charles-Albert Joseph de Grady (1759-1835) X Marie-Elisabeth de Jacquet (1748-1838) - Sans succession | Charles-Albert Joseph de Grady (1759-1835) X Marie-Elisabeth de Jacquet (1748-1838) - Sans succession | Charles-Albert Joseph de Grady (1759-1835) X Marie-Elisabeth de Jacquet (1748-1838) - Sans succession | Charles-Albert Joseph de Grady (1759-1835) X Marie-Elisabeth de Jacquet (1748-1838) - Sans succession | Charles-Albert Joseph de Grady (1759-1835) X Marie-Elisabeth de Jacquet (1748-1838) - Sans succession |                    |                    | Michel de Grady de Groenendael (1755-1800) X Marie-Marguerite de Menth                             | Michel de Grady de Groenendael (1755-1800) X Marie-Marguerite de Menth                             | Michel de Grady de Groenendael (1755-1800) X Marie-Marguerite de Menth                             | Michel de Grady de Groenendael (1755-1800) X Marie-Marguerite de Menth                             | Michel de Grady de Groenendael (1755-1800) X Marie-Marguerite de Menth                             | Michel de Grady de Groenendael (1755-1800) X Marie-Marguerite de Menth                             |                                                              |                                                              |                                                              |                                                              |                                                             |                                                             |                                                             |                                                             |  |  |  |  |  |  |  |  |  |  |  |  |  |  |  |  |  |  |  |  |
|                                                    |                                                    |                                                    |                                                    |                                                                                 |                                                                     |                                                                     |                                                                     |                                                                              |                                                                              |                                                                              |                                                                              |                                                                              |                                                                              |  |  |                                                                               |                                                                               |                                                                               |                                                                               |                                                                               |                                                                               |                                     |                                     | | | | | | |                    |                    | | | | | | |                                                              |                                                              |                                                              |                                                              |                                                             |                                                             |                                                             |                                                             |  |  |  |  |  |  |  |  |  |  |  |  |  |  |  |  |  |  |  |  |
|                                                    |                                                    |                                                    |                                                    |                                                                                 |                                                                     |                                                                     |                                                                     |                                                                              |                                                                              |                                                                              |                                                                              |                                                                              |                                                                              |  |  |                                                                               |                                                                               |                                                                               |                                                                               |                                                                               |                                                                               |                                     |                                     | | | | | | |                    |                    | | | | | | |                                                              |                                                              |                                                              |                                                              |                                                             |                                                             |                                                             |                                                             |  |  |  |  |  |  |  |  |  |  |  |  |  |  |  |  |  |  |  |  |
| Henri de Grady de Horion (1785-1864)               | Henri de Grady de Horion (1785-1864)               | Henri de Grady de Horion (1785-1864)               | Henri de Grady de Horion (1785-1864)               | Henri de Grady de Horion (1785-1864)                                            | Henri de Grady de Horion (1785-1864)                                |                                                                     |                                                                     | Jeannette de Grady de Groenendael (1777-1847)                                | Jeannette de Grady de Groenendael (1777-1847)                                | Jeannette de Grady de Groenendael (1777-1847)                                | Jeannette de Grady de Groenendael (1777-1847)                                | Jeannette de Grady de Groenendael (1777-1847)                                | Jeannette de Grady de Groenendael (1777-1847)                                |  |  | 6 enfants                                                                     | 6 enfants                                                                     | 6 enfants                                                                     | 6 enfants                                                                     | 6 enfants                                                                     | 6 enfants                                                                     |                                     |                                     | | | | | | |                    |                    | Michel Albert Joseph de Grady de Groenendael (1785-1857)                                           | Michel Albert Joseph de Grady de Groenendael (1785-1857)                                           | Michel Albert Joseph de Grady de Groenendael (1785-1857)                                           | Michel Albert Joseph de Grady de Groenendael (1785-1857)                                           | Michel Albert Joseph de Grady de Groenendael (1785-1857)                                           | Michel Albert Joseph de Grady de Groenendael (1785-1857)                                           |                                                              |                                                              |                                                              |                                                              |                                                             |                                                             |                                                             |                                                             |  |  |  |  |  |  |  |  |  |  |  |  |  |  |  |  |  |  |  |  |
| Henri de Grady de Horion (1785-1864)               | Henri de Grady de Horion (1785-1864)               | Henri de Grady de Horion (1785-1864)               | Henri de Grady de Horion (1785-1864)               | Henri de Grady de Horion (1785-1864)                                            | Henri de Grady de Horion (1785-1864)                                |                                                                     |                                                                     | Jeannette de Grady de Groenendael (1777-1847)                                | Jeannette de Grady de Groenendael (1777-1847)                                | Jeannette de Grady de Groenendael (1777-1847)                                | Jeannette de Grady de Groenendael (1777-1847)                                | Jeannette de Grady de Groenendael (1777-1847)                                | Jeannette de Grady de Groenendael (1777-1847)                                |  |  | 6 enfants                                                                     | 6 enfants                                                                     | 6 enfants                                                                     | 6 enfants                                                                     | 6 enfants                                                                     | 6 enfants                                                                     |                                     |                                     | | | | | | |                    |                    | Michel Albert Joseph de Grady de Groenendael (1785-1857)                                           | Michel Albert Joseph de Grady de Groenendael (1785-1857)                                           | Michel Albert Joseph de Grady de Groenendael (1785-1857)                                           | Michel Albert Joseph de Grady de Groenendael (1785-1857)                                           | Michel Albert Joseph de Grady de Groenendael (1785-1857)                                           | Michel Albert Joseph de Grady de Groenendael (1785-1857)                                           |                                                              |                                                              |                                                              |                                                              |                                                             |                                                             |                                                             |                                                             |  |  |  |  |  |  |  |  |  |  |  |  |  |  |  |  |  |  |  |  |
|                                                    |                                                    |                                                    |                                                    |                                                                                 |                                                                     |                                                                     |                                                                     |                                                                              |                                                                              |                                                                              |                                                                              |                                                                              |                                                                              |  |  |                                                                               |                                                                               |                                                                               |                                                                               |                                                                               |                                                                               |                                     |                                     | | | | | | |                    |                    | | | | | | |                                                              |                                                              |                                                              |                                                              |                                                             |                                                             |                                                             |                                                             |  |  |  |  |  |  |  |  |  |  |  |  |  |  |  |  |  |  |  |  |
|                                                    |                                                    |                                                    |                                                    | Henri de Grady de Horion (1818-1903) X Clare de Fisenne (1837-1919)             | Henri de Grady de Horion (1818-1903) X Clare de Fisenne (1837-1919) | Henri de Grady de Horion (1818-1903) X Clare de Fisenne (1837-1919) | Henri de Grady de Horion (1818-1903) X Clare de Fisenne (1837-1919) | Henri de Grady de Horion (1818-1903) X Clare de Fisenne (1837-1919)          | Henri de Grady de Horion (1818-1903) X Clare de Fisenne (1837-1919)          |                                                                              |                                                                              |                                                                              |                                                                              |  |  | Emile de Grady de la Neuville (1872-1934)                                     | Emile de Grady de la Neuville (1872-1934)                                     | Emile de Grady de la Neuville (1872-1934)                                     | Emile de Grady de la Neuville (1872-1934)                                     | Emile de Grady de la Neuville (1872-1934)                                     | Emile de Grady de la Neuville (1872-1934)                                     |                                     |                                     | | | | | | |                    |                    | Charles-Antoine de Grady de Groenendael (1806-1868) X Pauline van den Branden de Reeth (1812-1863) | Charles-Antoine de Grady de Groenendael (1806-1868) X Pauline van den Branden de Reeth (1812-1863) | Charles-Antoine de Grady de Groenendael (1806-1868) X Pauline van den Branden de Reeth (1812-1863) | Charles-Antoine de Grady de Groenendael (1806-1868) X Pauline van den Branden de Reeth (1812-1863) | Charles-Antoine de Grady de Groenendael (1806-1868) X Pauline van den Branden de Reeth (1812-1863) | Charles-Antoine de Grady de Groenendael (1806-1868) X Pauline van den Branden de Reeth (1812-1863) |                                                              |                                                              |                                                              |                                                              |                                                             |                                                             |                                                             |                                                             |  |  |  |  |  |  |  |  |  |  |  |  |  |  |  |  |  |  |  |  |
|                                                    |                                                    |                                                    |                                                    | Henri de Grady de Horion (1818-1903) X Clare de Fisenne (1837-1919)             | Henri de Grady de Horion (1818-1903) X Clare de Fisenne (1837-1919) | Henri de Grady de Horion (1818-1903) X Clare de Fisenne (1837-1919) | Henri de Grady de Horion (1818-1903) X Clare de Fisenne (1837-1919) | Henri de Grady de Horion (1818-1903) X Clare de Fisenne (1837-1919)          | Henri de Grady de Horion (1818-1903) X Clare de Fisenne (1837-1919)          |                                                                              |                                                                              |                                                                              |                                                                              |  |  | Emile de Grady de la Neuville (1872-1934)                                     | Emile de Grady de la Neuville (1872-1934)                                     | Emile de Grady de la Neuville (1872-1934)                                     | Emile de Grady de la Neuville (1872-1934)                                     | Emile de Grady de la Neuville (1872-1934)                                     | Emile de Grady de la Neuville (1872-1934)                                     |                                     |                                     | | | | | | |                    |                    | Charles-Antoine de Grady de Groenendael (1806-1868) X Pauline van den Branden de Reeth (1812-1863) | Charles-Antoine de Grady de Groenendael (1806-1868) X Pauline van den Branden de Reeth (1812-1863) | Charles-Antoine de Grady de Groenendael (1806-1868) X Pauline van den Branden de Reeth (1812-1863) | Charles-Antoine de Grady de Groenendael (1806-1868) X Pauline van den Branden de Reeth (1812-1863) | Charles-Antoine de Grady de Groenendael (1806-1868) X Pauline van den Branden de Reeth (1812-1863) | Charles-Antoine de Grady de Groenendael (1806-1868) X Pauline van den Branden de Reeth (1812-1863) |                                                              |                                                              |                                                              |                                                              |                                                             |                                                             |                                                             |                                                             |  |  |  |  |  |  |  |  |  |  |  |  |  |  |  |  |  |  |  |  |
|                                                    |                                                    |                                                    |                                                    |                                                                                 |                                                                     |                                                                     |                                                                     |                                                                              |                                                                              |                                                                              |                                                                              |                                                                              |                                                                              |  |  |                                                                               |                                                                               |                                                                               |                                                                               |                                                                               |                                                                               |                                     |                                     | | | | | | |                    |                    | | | | | | |                                                              |                                                              |                                                              |                                                              |                                                             |                                                             |                                                             |                                                             |  |  |  |  |  |  |  |  |  |  |  |  |  |  |  |  |  |  |  |  |
|                                                    |                                                    |                                                    |                                                    | Alphonse de Grady de Horion (1863-1954) X Irma Monseur (1870-1940)              | Alphonse de Grady de Horion (1863-1954) X Irma Monseur (1870-1940)  | Alphonse de Grady de Horion (1863-1954) X Irma Monseur (1870-1940)  | Alphonse de Grady de Horion (1863-1954) X Irma Monseur (1870-1940)  | Alphonse de Grady de Horion (1863-1954) X Irma Monseur (1870-1940)           | Alphonse de Grady de Horion (1863-1954) X Irma Monseur (1870-1940)           |                                                                              |                                                                              |                                                                              |                                                                              |  |  | Inès de Grady de la Neuville - Sans succession                                | Inès de Grady de la Neuville - Sans succession                                | Inès de Grady de la Neuville - Sans succession                                | Inès de Grady de la Neuville - Sans succession                                | Inès de Grady de la Neuville - Sans succession                                | Inès de Grady de la Neuville - Sans succession                                |                                     |                                     | | | | | 4 enfants                                                                                             | 4 enfants                                                                                             | 4 enfants          | 4 enfants          | 4 enfants                                                                                          | 4 enfants                                                                                          | | | Albert de Grady de Groenendael (1838-1906) - Sans succession                                       | Albert de Grady de Groenendael (1838-1906) - Sans succession                                       | Albert de Grady de Groenendael (1838-1906) - Sans succession | Albert de Grady de Groenendael (1838-1906) - Sans succession | Albert de Grady de Groenendael (1838-1906) - Sans succession | Albert de Grady de Groenendael (1838-1906) - Sans succession |                                                             |                                                             |                                                             |                                                             |  |  |  |  |  |  |  |  |  |  |  |  |  |  |  |  |  |  |  |  |
|                                                    |                                                    |                                                    |                                                    | Alphonse de Grady de Horion (1863-1954) X Irma Monseur (1870-1940)              | Alphonse de Grady de Horion (1863-1954) X Irma Monseur (1870-1940)  | Alphonse de Grady de Horion (1863-1954) X Irma Monseur (1870-1940)  | Alphonse de Grady de Horion (1863-1954) X Irma Monseur (1870-1940)  | Alphonse de Grady de Horion (1863-1954) X Irma Monseur (1870-1940)           | Alphonse de Grady de Horion (1863-1954) X Irma Monseur (1870-1940)           |                                                                              |                                                                              |                                                                              |                                                                              |  |  | Inès de Grady de la Neuville - Sans succession                                | Inès de Grady de la Neuville - Sans succession                                | Inès de Grady de la Neuville - Sans succession                                | Inès de Grady de la Neuville - Sans succession                                | Inès de Grady de la Neuville - Sans succession                                | Inès de Grady de la Neuville - Sans succession                                |                                     |                                     | | | | | 4 enfants                                                                                             | 4 enfants                                                                                             | 4 enfants          | 4 enfants          | 4 enfants                                                                                          | 4 enfants                                                                                          | | | Albert de Grady de Groenendael (1838-1906) - Sans succession                                       | Albert de Grady de Groenendael (1838-1906) - Sans succession                                       | Albert de Grady de Groenendael (1838-1906) - Sans succession | Albert de Grady de Groenendael (1838-1906) - Sans succession | Albert de Grady de Groenendael (1838-1906) - Sans succession | Albert de Grady de Groenendael (1838-1906) - Sans succession |                                                             |                                                             |                                                             |                                                             |  |  |  |  |  |  |  |  |  |  |  |  |  |  |  |  |  |  |  |  |
|                                                    |                                                    |                                                    |                                                    | Henri de Grady de Horion (1893-1982) X Nelly de Wouters de Bouchout (1899-1974) |                                                                     |                                                                     |                                                                     |                                                                              |                                                                              |                                                                              |                                                                              |                                                                              |                                                                              |  |  |                                                                               |                                                                               |                                                                               |                                                                               |                                                                               |                                                                               |                                     |                                     | | | | | | |                    |                    | | | | | | |                                                              |                                                              |                                                              |                                                              |                                                             |                                                             |                                                             |                                                             |  |  |  |  |  |  |  |  |  |  |  |  |  |  |  |  |  |  |  |  |
|                                                    |                                                    |                                                    |                                                    |                                                                                 |                                                                     |                                                                     |                                                                     |                                                                              |                                                                              |                                                                              |                                                                              |                                                                              |                                                                              |  |  |                                                                               |                                                                               |                                                                               |                                                                               |                                                                               |                                                                               |                                     |                                     | | | | | | |                    |                    | | | | | | |                                                              |                                                              |                                                              |                                                              |                                                             |                                                             |                                                             |                                                             |  |  |  |  |  |  |  |  |  |  |  |  |  |  |  |  |  |  |  |  |
|                                                    |                                                    |                                                    |                                                    | Henri de Grady de Horion (1925-1974) X Marie Moncheur de Rieudotte              |                                                                     |                                                                     |                                                                     |                                                                              |                                                                              |                                                                              |                                                                              |                                                                              |                                                                              |  |  |                                                                               |                                                                               |                                                                               |                                                                               |                                                                               |                                                                               |                                     |                                     | | | | | | |                    |                    | | | | | | |                                                              |                                                              |                                                              |                                                              |                                                             |                                                             |                                                             |                                                             |  |  |  |  |  |  |  |  |  |  |  |  |  |  |  |  |  |  |  |  |
|                                                    |                                                    |                                                    |                                                    |                                                                                 |                                                                     |                                                                     |                                                                     |                                                                              |                                                                              |                                                                              |                                                                              |                                                                              |                                                                              |  |  |                                                                               |                                                                               |                                                                               |                                                                               |                                                                               |                                                                               |                                     |                                     | | | | | | |                    |                    | | | | | | |                                                              |                                                              |                                                              |                                                              |                                                             |                                                             |                                                             |                                                             |  |  |  |  |  |  |  |  |  |  |  |  |  |  |  |  |  |  |  |  |
|                                                    |                                                    |                                                    |                                                    | Henri de Grady de Horion X Marie Myriam de Bonhome                              |                                                                     |                                                                     |                                                                     |                                                                              |                                                                              |                                                                              |                                                                              |                                                                              |                                                                              |  |  |                                                                               |                                                                               |                                                                               |                                                                               |                                                                               |                                                                               |                                     |                                     | | | | | | |                    |                    | | | | | | |                                                              |                                                              |                                                              |                                                              |                                                             |                                                             |                                                             |                                                             |  |  |  |  |  |  |  |  |  |  |  |  |  |  |  |  |  |  |  |  |

## Anoblissement
- Vienne, 24 octobre 1694, empereur Léopold Ier: Motu proprio concession de noblesse et de quatre quartiers de noblesse pour Albert de Grady. Les lettres patentes ont été enregistré au Conseil Secret de la principauté de Liège. Blason: «Scutum videlicet simplex argenteum cum leone rubro erecto, in pectore aureum ascendens lunium gestante. Et tectum galea aperta clathrata, auroque coronata, e cuius cono idem lunium scutarium, in aperti volatus rubri medio promineat. Galeam et clypeum, ab utroque latere circumfluant laciniae argenteae et rubrae»[4].

- Vienne, 28 août 1705, empereur Joseph Ier: Motu proprio concession du titre de chevalier-banneret du Saint-Empire (transmissible à tous les descendants mâles) et de quatre quartiers de noblesse de Pierre-Henri de Grady, échevin de la souveraine Justice de Liège. Les lettres patentes ont été enregistré au Conseil Secret de la principauté de Liège. Blason: «Scutum videlicet leone coccineo insiliente pro gremio lunula succincto aurea. Corona etiam primitus aurea, novem unionibus redimitum, e cuius emergat medio galea aperta, cancellis clatrata auroque coronata, semi itidem leone fastigiata, circumfluentibus utrimque phaleris sive laciniis argenteis et coccineis. Scuti latera stipent griphus argenteus rostro vexilloque equestri auratis armatus scuti ad instar designato, sinistrum vero aries pugnax cornibus auratis, vexillum simile ast coeruleum tribus ovibus argenteis disctinctum exhibeat»[5].

- La Haye, 18 octobre 1829, roi Guillaume Ier: Reconnaissance de noblesse avec le titre de chevalier, transmissible à tous les descendants mâles, pour Henri-Léonard de Grady de Horion. Blason: «van zilver beladen met een ter regterzijde gekeerde klimmende leeuw van keel en coeur een leggende halve maan van goud. Het schild gedekt door eene kroon van goud met negen paerlen, waarop eenen vooruitstaanden helm van zilver, gekroond, geboord, getralied en gecierd van goud, gevoerd van keel, waaruit tot helmteeken is komende de leeuw van het schild. Voorts met zijne helmdekken van zilver en keel. Het schild ter regterzijde vastgehouden door een klimmenden griffioen van zilver, gebekt van goud, en ter linkerzijde door eenen klimmenden ram van zilver, gehoornd van goud, dragende ieder eene banier van goud, die ter regterzijde gelijkvormig aan het schild en die ter linker van lazuur beladen met drie schapen van zilver geplaatst twee en een»[5].

## Alliances
Les principales alliances de la famille de Grady sont : de Kerchove, de Bonhome, de Wilde d'Estmael, de Sauvage Vercour, de Fisenne.